# Bembidion andreae
Bembidion andreae es una especie de escarabajo del género Bembidion, familia Carabidae. Fue descrita científicamente por Fabricius en 1787.
Habita en islas Canarias, Croacia, Italia, Malta, Portugal, Eslovenia y España.